# 1996 TF11
1996 TF11 är en asteroid i huvudbältet som upptäcktes den 11 oktober 1996 av de båda japanska astronomerna Kazuro Watanabe och Kin Endate vid Kitami-observatoriet.
Asteroiden har en diameter på ungefär 3 kilometer.